# Romário Baldé
Romário Baldé (Bissau, 25 dicembre 1996) è un calciatore guineense con cittadinanza portoghese, attaccante del Gangwon.

## Caratteristiche tecniche
È un'ala destra.

## Carriera

### Club
Cresciuto nelle giovanili del Benfica, ha esordito con la seconda squadra il 9 agosto 2014 nel match vinto 3-2 contro il Trofense.

### Nazionale
Nel 2014 ha partecipato con la nazionale Under-19 portoghese all'europeo di categoria, concluso al secondo posto.

## Statistiche

### Presenze e reti nei club
Statistiche aggiornate al 3 giugno 2017.
| Stagione         | Squadra          | Campionato       | Campionato | Campionato | Coppe nazionali | Coppe nazionali | Coppe nazionali | Coppe continentali | Coppe continentali | Coppe continentali | Altre coppe | Altre coppe | Altre coppe | Totale | Totale |
| Stagione         | Squadra          | Comp             | Pres       | Reti       | Comp            | Pres            | Reti            | Comp               | Pres               | Reti               | Comp        | Pres        | Reti        | Pres   | Reti   |
| ---------------- | ---------------- | ---------------- | ---------- | ---------- | --------------- | --------------- | --------------- | ------------------ | ------------------ | ------------------ | ----------- | ----------- | ----------- | ------ | ------ |
| 2014-2015        | Benfica B        | SL               | 9          | 0          |                 | -               | -               |                    | -                  | -                  |             | -           | -           | 9      | 0      |
| 2015-2016        | Tondela          | PL               | 24         | 2          | TP+TL           | 0+1             | 0               |                    | -                  | -                  |             | -           | -           | 25     | 2      |
| 2016-2017        | Benfica B        | SL               | 21         | 1          |                 | -               | -               |                    | -                  | -                  |             | -           | -           | 21     | 1      |
| Totale Benfica B | Totale Benfica B | Totale Benfica B | 30         | 1          |                 | -               | -               |                    | -                  | -                  |             | -           | -           | 30     | 1      |
| Totale carriera  | Totale carriera  | Totale carriera  | 54         | 3          |                 | 1               | 0               |                    | -                  | -                  |             | -           | -           | 55     | 3      |